# Bildnis einer Unbekannten
Bildnis einer Unbekannten ist ein deutscher Spielfilm aus dem Jahr 1954. Unter der Regie von Helmut Käutner spielen Ruth Leuwerik und O. W. Fischer die Hauptrollen in dieser das Diplomatenleben karikierenden Liebesgeschichte. Stimmungssicher spürt Käutner die privaten Konflikte im Auswärtigen Dienst auf und schildert, wie eine junge Diplomatengattin durch Intrigen das Vertrauen ihres Mannes verliert.

## Handlung
In Madrid lädt Philipp Hernandez zu einem Gartenfest ein. Der Gastgeber lässt Bilder versteigern, deren Erlös einem Kinderhospital zukommen soll, um zu demonstrieren, dass er ein Herz für Kinder hat. Darunter befindet sich auch das Bildnis einer Unbekannten, das Hernandez dem Maler Jan Maria Keller in Paris für einen hohen Preis abgekauft hat. Das Aktbild zeigt die Frau des Botschaftsrats Walter, Nicole Walter. Hernandez hat dieses Bild mit dem Kalkül erworben, daraus Kapital schlagen zu können. Er will es Walter anbieten, um im Gegenzug zu erreichen, dass der Diplomat ihn bei seinen nicht immer sauberen Geschäften gewähren lässt. Walter, viel zu integer, lässt sich jedoch auf ein solches Spiel nicht ein. Das Bild kommt zur Versteigerung, was einen Skandal nach sich zieht. Genüsslich wird spekuliert. Da Nicole auf dem Bild den kostbaren Perlenschmuck trägt, den ihr Mann ihr zur Hochzeit geschenkt hat, muss das Bild nach der Eheschließung entstanden sein. Sie muss ihren Mann also betrogen haben. Nun spielt auch Nicoles Vorleben plötzlich wieder eine Rolle und jeder will gewusst haben, dass es ja so kommen musste. Nicole hatte vor ihrer Ehe in einer Bar Chansons gesungen. Die junge Frau versichert ihrem Mann, dass sie nicht wisse, wie dieses skandalöse Bild zustande gekommen sei. Es fällt dem Diplomaten nicht leicht, aber letztendlich glaubt er ihr. Zusammen fassen sie den Entschluss, nach Paris zu fahren, um herauszufinden, was es mit dem Bild auf sich hat. Walter nimmt das alles besonders mit, das Tuscheln hinter seinem Rücken macht ihm mehr zu schaffen, als er sich seiner Frau gegenüber anmerken lassen will. Kurz vor ihrer Abreise hat Nicole noch ein Gespräch mit der Gattin des Botschafters, die ihr unmissverständlich klarmacht, dass ihres Mannes Karriere, sollte sie weiterhin die Frau an seiner Seite bleiben, beendet sei.
In Paris angekommen, ergibt es sich, dass Walter im Atelier des Malers Keller kurz mit diesem allein ist und sich durch missverstandene Worte Walters Zweifel bestätigen zu scheinen. Nicole, die hinzukommt, sieht nur noch einen Ausweg, um die Karriere ihres Mannes zu retten: Sie greift zu der Lüge, dass die Lästermäuler in Madrid recht gehabt hätten und sie die Geliebte Kellers sei. Betroffen wendet sich Walter zum Gehen, ohne zu ahnen, wie groß Nicoles Opfer ihm zuliebe ist.
Erst jetzt wird Jan Maria Keller wirklich bewusst, was er mit seinem Bild ausgelöst hat. Er hatte das Antlitz der unbekannten Schönen, das ihn seltsam fasziniert hatte, im Theater auf einem Programmzettel skizziert, in der Pause nach der schönen Frau gesucht, sie aber nicht gefunden. Das Gesicht war ihm nicht mehr aus dem Kopf gegangen, und in seinem Atelier, in dem sein Aktmodell Jacqueline auf ihn gewartet hatte, hatte er den Kopf der schönen Unbekannten auf Jacquelines als Akt gemalten Körper gesetzt.
Jan, der ein furchtbar schlechtes Gewissen hat, kümmert sich nicht nur aus diesem Grund um die junge Frau, er möchte etwas wiedergutmachen, aber Nicole will von seinem Werben um sie nichts wissen. Sie liebt ihren Mann. Doch nach und nach ändern sich ihre Gefühle, und sie fühlt sich immer wohler in der Gesellschaft dieses charmanten Draufgängers, der sie immer wieder zum Lachen bringt und fern aller Konventionen lebt. Scherzhaft fragt Jan sie, ob sie ihn lieben könnte. „Nein“, erwidert sie, „da müsste ein Wunder geschehen. Ein richtiges Wunder. Zum Beispiel: Schnee im August!“ Verrückt wie Jan ist, lässt er dieses Wunder geschehen. Aus Zucker, Mehl und Gips zaubert er Eisblumen ans Atelierfenster. Obwohl er die junge Frau damit verzaubert, kommt es nicht zu einer Liebesnacht. Jan will nicht etwas erzwingen, was ihm nicht aus tiefstem Herzen gegeben wird. Er liebt diese Frau zu sehr. Jan Maria Keller sucht Nicoles Mann auf und erzählt ihm die wahre Geschichte und dass Nicole sich ihm zuliebe geopfert hat. Walter spürt, dass Jan ihm die Wahrheit sagt, und ist erleichtert, dass alle Zweifel an einer Untreue seiner Frau in ihm beseitigt sind. Er sucht Nicole in der Bar auf, in der sie ihre Chansons singt. Erst einmal solle die Scheidung ausgesprochen werden, und dann, wenn Gras über die ganze Sache gewachsen sei, meint er, könne man wieder zusammenziehen und miteinander leben. Nicole weiß im selben Augenblick, dass sie so nicht leben möchte. An Walters Seite müsste sie immer Rücksicht nehmen auf das, was die Gesellschaft erwartet. Sie würde nie wirklich frei sein. Sie entscheidet sich gegen den Mann, den sie einmal so sehr geliebt hat. Sie weiß, wo sie bedingungslose Liebe finden wird, bei Jan, ihrem Maler.

## Produktion

### Produktionsnotizen
Produziert wurde der Film von der Sirius-Film GmbH (München) im Verleih Schorchtfilm. Für die Kostüme war Ursula Maes zuständig und für die Maske Franz Mayrhofer. Gedreht wurde vom 22. April bis zum 9. Juni 1954 in den Bavaria-Film-Studios Geiselgasteig in München. Die Außenaufnahmen wurden in Paris und in Madrid gedreht sowie in Bayreuth. Die Bauten schufen Ludwig Reiber, Max Seefelder und Willi Horn. Die Produktionsleitung übernahmen Utz Utermann und Herbert Junghanns.
Ruth Leuwerik singt die Chansons im Film selbst. Die Musik stammt von Franz Grothe, die Liedtexte von Helmut Käutner.

### Veröffentlichung
Die Uraufführung des Films fand am 27. August 1954 im Marmorhaus in Berlin statt. In Österreich erfolgte die Erstveröffentlichung im November 1954. Weitere Veröffentlichungen gab es im Juni 1955 in Belgien, im August 1956 in Schweden, im November 1956 in Finnland und im Februar 1957 in Frankreich. Der Film wurde zudem in Brasilien, Griechenland und in Polen veröffentlicht.
Universal-Boss Al Daff hatte Bildnis einer Unbekannten für den US-Markt erworben und stellte fest, „wir haben 30.000 Dollar für den Film bezahlt und rund 50.000 Dollar für die Synchronisation ausgegeben. Vorläufig alles noch totes Kapital.“ Denn es stellte sich heraus, dass Kinobesitzer und -besucher, unabhängig von einer Synchronisation, an unbekannten deutschen Stars nicht interessiert waren. Zugleich beurteilten aber nach einer Testvorführung vor US-Publikum zwei Drittel der weiblichen Zuschauer O. W. Fischer als hinreißend. Der Film startete in den USA, in New York City unter dem Titel Portrait of an Unknown Woman am 25. April 1958.
Vom Deutschen Fernsehen wurde der Film erstmals am 25. März 1983 im Programm der ARD ausgestrahlt.
DVD: O. W. Fischer Edition (3 DVDs): Ein Herz spielt falsch, Heidelberger Romanze, Bildnis einer Unbekannten, Erscheinungstermin: 16. November 2006, Anbieter: Eurovideo Bildprogramm GmbH, Länge ca. 293 Min.

## Kritik
Die Kritik bei Kino.de fiel wohlwollend aus. Dort hieß es: „Vor allem die starke Leistung der Hauptdarstellerin Ruth Leuwerik ist es, die fesselt und Interesse am Fortgang ihres Schicksals und der Geschichte des Films weckt, während O.W. Fischer seinen Künstler mit einem Hang zum over-acting gibt. Auf dem Regiestuhl saß Helmut Käutner (‘Unter den Brücken’), der das satte Budget gekonnt zu inszenieren versteht. Dennoch hat seine Arbeit einige Längen zu verzeichnen, während derer man sich aber am opulenten Produktionsdesign berauschen kann.“
Die Fernsehzeitschrift Prisma mäkelte: „Käutners poesievoller Schnulze fehlt die Feinheit eines Douglas Sirk oder Max Ophüls. Recht pompös, aber auch mit vielen Längen inszeniert, zeigt der Liebesfilm Ruth Leuwerik auf der Höhe ihres Ruhmes, während man O.W. Fischer seine Rolle irgendwie nicht abnehmen will. Ein typisches Beispiel dafür, warum das Kino der Fünfziger nicht lief. Doch trotz des Misserfolgs hatte das deutsche Kino ein neues Traumpaar, das im gleichen Jahr in dem deutschen Edel-Hochglanzfilm ‘Ludwig II.’ – wieder unter Käutners Regie – erneut zu besichtigen war.“
Auch das Lexikon des internationalen Films konnte dem Film wenig abgewinnen und schrieb: „Zähe, lebensferne Kinoromanze – einer von Käutners schwächsten Filmen.“
Der Autor und Kritiker Falk Schwarz lobte vor allem die Leistung des Kameramanns Werner Krien, der für ihn „zu den eher stillen Helden des Filmgeschäfts“ gehörte. Er habe „Räume aus Licht gebaut, fein aufgehellte Schatten“ gesetzt und mittels seiner Art der Fotografie „eine große Dichte und Nähe zu den Gesichtern“ erreicht. In diesem Film erweise er sich „als ein Meister des indirekten Hintergrundlichts. Was wir in einem Film nicht bewusst wahrnehmen“ würden, mache „die dreidimensionale Dichte des Streifens aus“. Zur Rolle von Ruth Leuwerick meinte Schwarz, das Leichte habe ihr nicht gelegen und ihre Stimme für diese Rolle nicht ausgereicht, was Käutner hätte erkennen müssen. Abschließend stelle Schwarz fest: „Trotzdem: ein beeindruckender Film, schauspielerisch und technisch. Nur die Milchflasche, an der O.W. Fischer in seinem Pariser Atelier ständig nuckelt, also diese Milchflasche – war sie als Gegenentwurf gedacht zum biersaufenden Deutschen?“